# أليكس مالوني
أليكس مالوني (بالإنجليزية: Alexandra Maloney)‏ هي متسابقة يخت نيوزيلندية، ولدت في 19 مارس 1992 في كاليفورنيا في الولايات المتحدة.

## وصلات خارجية
- أليكس مالوني على موقع الاتحاد الدولي للملاحة الشراعية (موقع جديد) (الإنجليزية)
- أليكس مالوني على موقع الاتحاد الدولي للملاحة الشراعية (موقع قديم) (الإنجليزية)
- أليكس مالوني على موقع اللجنة الأولمبية الدولية (الإنجليزية)
- أليكس مالوني على موقع أوليمبيديا (الإنجليزية)
- أليكس مالوني على موقع اللجنة الأولمبية النيوزيلندية (الإنجليزية)